# كريستينا سكوتشيا
كريستينا سكوتشيا (بالإيطالية: Cristina Scuccia)‏ أو الأخت كريستينا هي راهبة ومغنية إيطالية ولدت في يوم 19 أغسطس 1988 في بلدة كوميزو في جزيرة صقلية في إيطاليا، نالت شهرة واسعة عند مشاركتها في برنامج ذا فويس إيطاليا وشاركت مع فريق جاي أكس وفازت بالمرتبة الأولى، وفي 2013 تعاقدت مع شركة تسجيلات يونيفرسال وفازت بجائزة أفضل مغنية في الموسيقى المسيحية في مهرجان غود نيوز، كما أنها نالت شهرة واسعة على اليوتيوب وبلغ عدد مشاهدتها الكثير، كما أنها أنتجت أغنية أنا عذراء وألتي غنتها مادونا على اليوتيوب، أثارت هذه المغنية الكثير من الجدل فكان هناك من مدحها وكان هناك من إنتقدها لكونها راهبة ومغنية في نفس الوقت.

## روابط خارجية
- كريستينا سكوتشيا على موقع IMDb (الإنجليزية)
- كريستينا سكوتشيا على موقع ميوزك برينز (الإنجليزية)
- كريستينا سكوتشيا على موقع أول ميوزيك (الإنجليزية)
- كريستينا سكوتشيا على موقع ديسكوغز (الإنجليزية)
- كريستينا سكوتشيا على موقع ديسكوغز (الإنجليزية)